# Vojenský záslužný kříž (Rakousko)
Vojenský záslužný kříž (německy Militärverdienstkreuz) byl rakouským válečným vyznamenáním, založeným 22. října 1849 rakouským císařem Františkem Josefem I. Udělován byl důstojníkům v jediném stupni za mimořádnou odvahu, rozhodnost a prozíravost před nepřítelem nebo v případě míru za prokázané skvělé služební úsilí. Zanikl s rozpadem rakousko-uherské monarchie v roce 1918.
První udělení proběhlo hromadně, a to všem důstojníkům, kteří sloužili pod maršálem Radeckým v Itálii v letech 1848-49. Dne 12. ledna 1860 byla k odznaku přidána tzv. válečná dekorace, která byla udělována za války. Dne 13. prosince 1916 byly přidány i zkřížené meče za statečnost. Existovala pak i speciální verze s diamanty, kterou uděloval výhradně panovník sám.

## Vzhled vyznamenání
Odznakem je bíle smaltovaný tlapatý kříž s červeným okrajem. V bílém středovém medailonu je zlatý nápis VERDIENST (Zásluha) rozdělený na dva řádky. Medailon je také olemován červeně. Válečná dekorace je zelený vavřínový věnec, položený mezi rameny kříže. Příležitostně byly mezi ramena vkládány také dva překřížené zlaté meče.
Stuha je bílá, červeně šrafovaná, s bílými a červenými postranními pruhy.

## Dělení
V roce 1914 byl rozdělen z původní jediné (3.) na tři třídy.
- I. třída - připínací kříž, na hrudi
- II. třída - u krku
- III. třída - na stuze, na hrudi (původní verze)